# Cypria obesa
Cypria obesa är en kräftdjursart som beskrevs av Sharpe 1897. Cypria obesa ingår i släktet Cypria och familjen Cyprididae. Inga underarter finns listade i Catalogue of Life.